# 인디애나 (가수)
인디애나(Indiana, 1987년 7월 28일 ~ )는 잉글랜드의 싱어송라이터이다. 대표곡은 "Solo Dancing"이다.